# Глоссарий физики полупроводников
| # А Б В Г Д Е Ё Ж З И К Л М Н О П Р С Т У Ф Х Ц Ч Ш Щ Э Ю Я |

## А
Адатом — атом на поверхности кристалла.
Адиабатическое приближение — приближение в теории твёрдого тела, при котором движение остовов ионов кристаллической решётки рассматривается в качестве возмущения. См. фононы.
Адиабатический транспорт
Акустический фонон
Акцептор — примесь в полупроводниковом материале, которая захватывает свободный электрон.
Акцепторная ловушка
Аморфные тела
Анизотропия
Арсенид галлия

## Б
Баллистический транзистор
Барьер Шоттки — потенциальный барьер, возникающий на границе металл — полупроводник
Безызлучательная рекомбинация — рекомбинация без испускания квантов света. Передача энергии электронно-дырочной пары происходит либо колебаниям решетки (фононам), либо третьей частице (Оже-рекомбинация).
Бесщелевой полупроводник — полупроводник с нулевой шириной запрещённой зоны.
Бинарные соединения — химические вещества, образованные двумя химическими элементами.

## В
Валентная зона — зона валентных электронов, при нулевой температуре в собственном полупроводнике полностью заполнена.
Вольт-амперная характеристика — зависимость тока от напряжения. Основная характеристика для любого полупроводникового прибора.

## Г
Галлий — элемент пятой группы периодической системы элементов.
Гальваномагнитные эффекты — эффекты связанные с действием магнитного поля на электрические (гальванические) свойства твердотельных проводников.

## Д
Двумерный электронный газ — электронный газ, который находится в потенциальной яме, ограничивающей движение по одной из координат.
Дефекты кристалла — любое нарушение периодичности кристалла.
Дивакансия — конгломерат дефектов кристалла, состоящий из двух вакансий.
Диод — полупроводниковый прибор с двумя электродами.
- Диод Шоттки
- Диод на p-n-переходе
- Диоды Ганна

Дислокация — линейный дефект в кристалле.
Дислокация несоответствия — один из типов линейных дефектов в кристалле, когда дополнительная полуплоскость вставлена в кристаллическую решётку.
Донор — тип легирующих примесей, поставляющих свободные электроны.
Дырка — квазичастица в твёрдом теле с положительным зарядом, равным по абсолютному значению заряду электрона.
Дырочная проводимость — в полупроводнике с p-типом проводимости основные носители заряда дают основной вклад в проводимость.
Дырочный полупроводник — полупроводник с p-типом проводимости, основные носители заряда — дырки.
Двухдолинный полупроводник — полупроводник, зона проводимости которого имеет два энергетических минимума.

## З
Закон дисперсии — Зависимость энергии от квазиволнового вектора {\displaystyle E({\vec {k}})}. В полупроводнике с параболическим законом дисперсии эффективная масса не зависит от энергии.
Затвор — управляющий электрод в полевом транзисторе.
Зона — термин зонной теории, обозначающий область разрешённых значений энергии, которые могут принимать электроны или дырки.
Зонная теория твёрдых тел — одноэлектронная теория для периодического потенциала, объясняющая многие электрофизические свойства полупроводников. Использует адиабатическое приближение.

## И
Излучательная рекомбинация — рекомбинация с испусканием одного или нескольких фотонов при гибели электрон-дырочной пары; источник излучения в светодиодах и лазерных диодах.
Инжекция — явление, приводящее к появлению неравновесных носителей в полупроводнике при пропускании электрического тока через p-n-переход или гетеропереход.
Исток — термин, обозначающий один из контактов в полевом транзисторе.

## К
Квантовый точечный контакт
Квантовый эффект Холла
Коэффициент отражения
Коэффициент прохождения
Кристалл — идеализированная модель твёрдого тела с трансляционной симметрией.
Кристаллофизика
Кремний — полупроводник, основной материал современной полупроводниковой промышленности.

## Л
Лавинная инжекция — см. ЛИЗМОП-структуры
Лавинный пробой
Лёгкие дырки
Люминесценция — свечение твёрдых под влиянием внешнего воздействия (пропускание электрического тока, возбуждение светом или заряженными частицами).

## М
Механическое движение — изменение с течением времени положения тела относительно других тел.

## Н
Неосновные носители
магнитное поле

## О
Оже-рекомбинация
Оптические переходы — переходы электрона в твёрдом теле между состояниями с различной энергиями с испусканием или поглощением света.
Оптические фононы
Основные носители — тип преобладающих в полупроводнике носителей заряда.

## П
Параболический закон дисперсии — у полупроводников с параболическим законом дисперсии можно ввести массу, которая отличается от массы покоя электрона. В этом случае частица, движущаяся в кристаллическом потенциале, не замечает его и ведёт себя как свободная частица.
Переход металл-диэлектрик
Плотность состояний
Подвижность
Поликристалл
Примеси — инородные атомы в чистом материале.
Примесная зона — зона, которая образуется при сильном легировании полупроводника, когда волновые функции электронов соседних примесей перекрываются.
Пьезокристаллы
Пьезоэффект

## Р
Рассеяние на акустических фононах
Рассеяние на оптических фононах
Рекомбинация — гибель пары электрон-дырка.
Релаксация

## С
Статистика Бозе — Эйнштейна
Статистика Ферми — Дирака
Сток — один из контактов в полевом транзисторе.

## Т
Тензор эффективной массы
Термализация — процесс установления термодинамического равновесия для неосновных носителей заряда.
Термогальваномагнитные эффекты — эффекты, возникающие под влиянием магнитного поля в электропроводности и теплопроводности проводников.
Теплоёмкость твёрдого тела
Точечные дефекты или нульмерные дефекты — дефекты кристалла, при которых периодичность потенциала нарушается только локально.
Твердые растворы
Тяжёлые дырки

## У
Уровень Ферми — энергетический уровень, который при абсолютном нуле температур разделяет полностью заполненные квантовые состояния от полностью незанятых состояний.

## Ф
Фонон — Квазичастица, квант колебательного движения атомов кристалла.
Фотопроводимость — проводимость полупроводника при воздействии света. Даёт информацию о дефектах в полупроводниках.

## Ш
Ширина запрещённой зоны, Eg — одна из основных электрофизических характеристик полупроводника. Разность между энергией дна зоны проводимости и потолком валентной зоны.
Широкозонные полупроводники — полупроводники с шириной запрещённой зоны 1 эВ < Eg < 3 эВ

## Э
Экситон — квазичастица в твёрдом теле, связанное состояние электрона и дырки. Обладает ограниченным временем жизни.
Электрон — квазичастица в твёрдом теле с зарядом электрона, но с отличной массой.
Электронное сродство — энергия выделяющаяся при присоединении одного электрона к твердому телу. Для металлов совпадает с термодинамической работой выхода, для полупроводников отличается от неё на величину EС-EF, поскольку присоединенный электрон попадает на дно зоны проводимости.
Электронный полупроводник — полупроводник с n-типом проводимости, где основные носители — электроны.
Эффект Ааронова — Бома
Эффект Ганна — периодические колебания тока в двухдолинных полупроводниках 
Эффект Нернста — Эттингсгаузена
Эффект Риги — Ледюка
Эффект Холла — возникновение поперечной разности потенциалов при протекании тока во внешнем магнитном поле.
- Классический эффект Холла;
- Квантовый эффект Холла — эффект, наблюдающийся в двумерном электронном газе.

Эффект Шубникова — де Гааза — осцилляции магнетосопротивления периодичные по обратному магнитному полю.
Эффект Эттингсгаузена
Эффективная масса — перенормированная масса электрона в кристаллической решётке. Примени́м к полупроводникам с параболическим законом дисперсии. Для различных разрешённых зон эффективная масса квазичастиц различается, поэтому появляются тяжёлые и лёгкие дырки. В общем случае нужно масса зависит от направления в кристалле и говорят о тензоре эффективной массы.